# Micrapate labialis
Micrapate labialis är en skalbaggsart som beskrevs av Pierre Lesne 1906. Micrapate labialis ingår i släktet Micrapate och familjen kapuschongbaggar. Inga underarter finns listade i Catalogue of Life.